# طوق عجلة

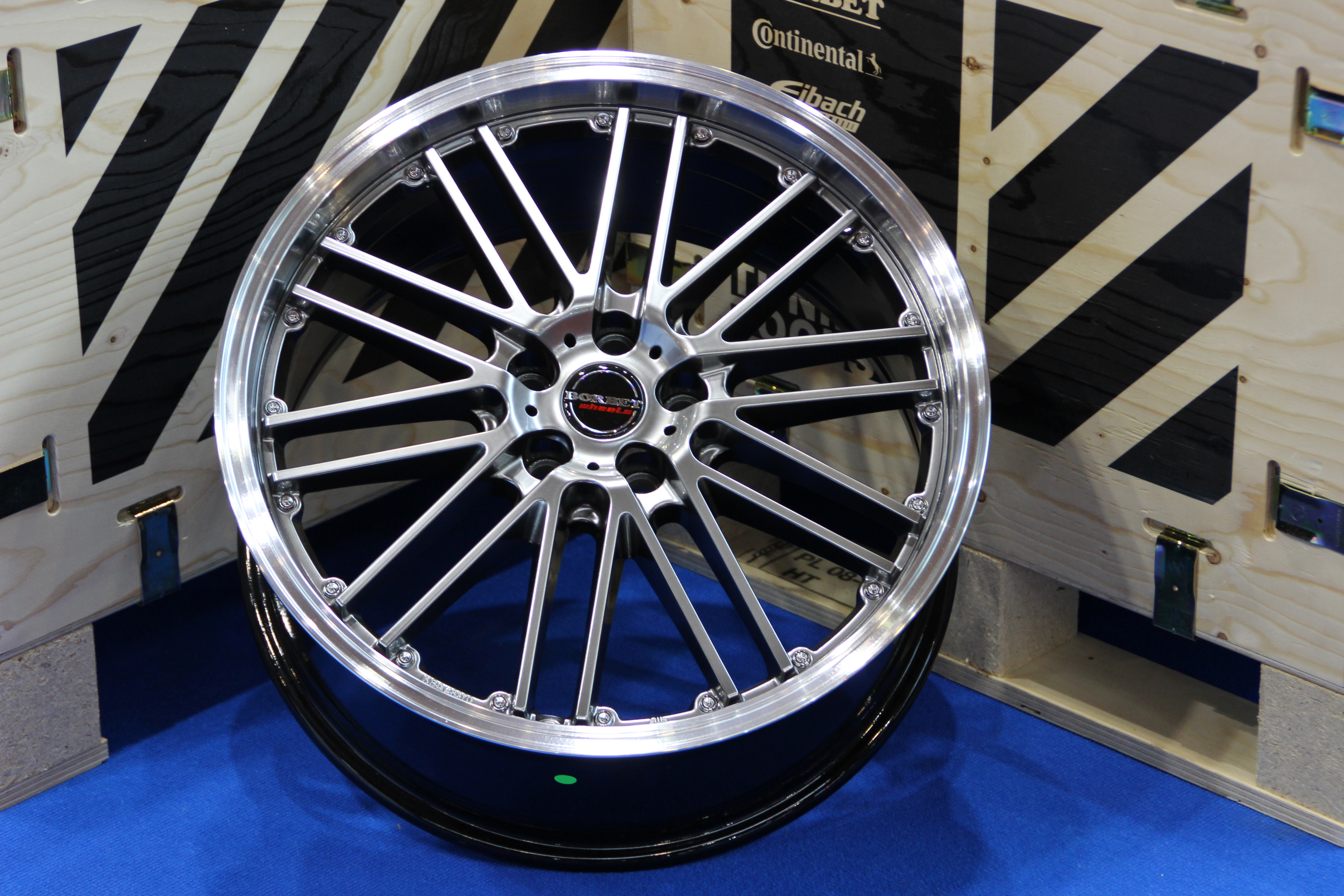
طوق من المعدن الخفيف

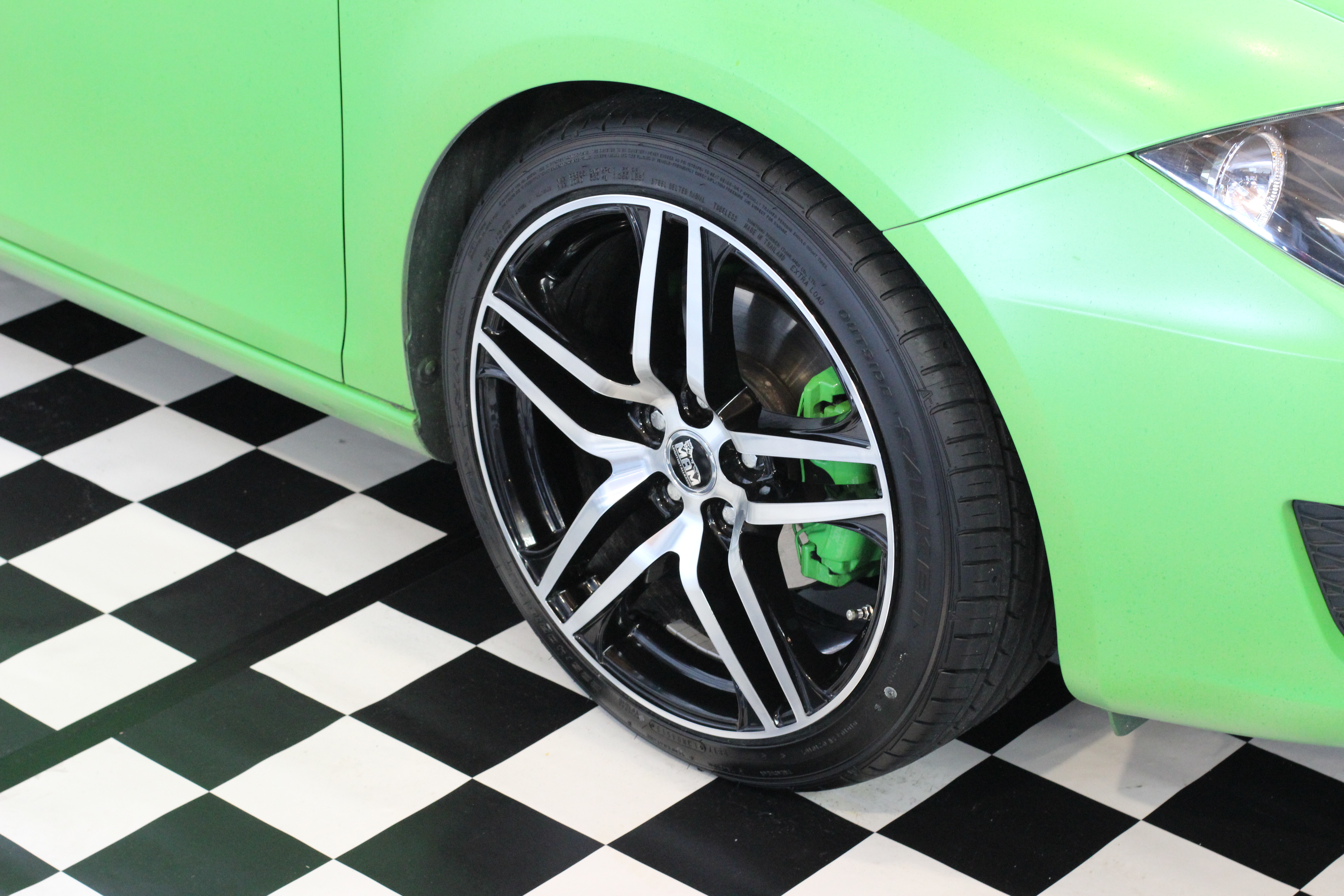
طوق من المعدن الخفيف تحيطه إطار مطاطي من النوع المنخفض

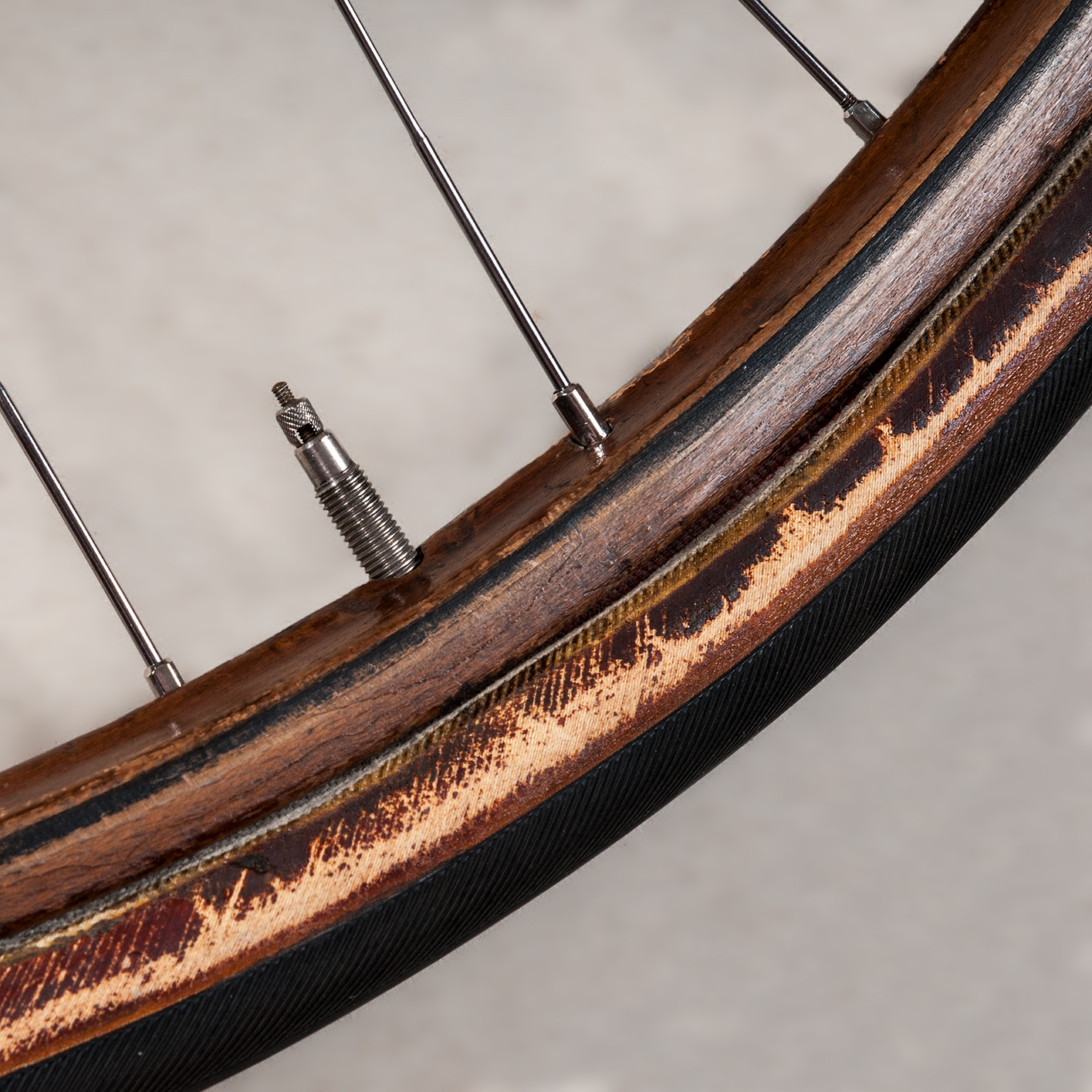

طوق عجلة السيارة هو الجزء المعدني الداخلي لعجلة السيارة، التي يحيطها إطار مطاطي. توجد في وسط الطوق المعدني سرة بها ثقوب لتثبيت العجلة في السيارة بواسطة مساميرالمصامل الكبيرة. للطوق  أسماء مختلفة منها (بالعامية: جنط وجمعها جنوط، من التركية cant أو Jant) (بالإنجليزية: Rim)‏.
وتتكون عجلة الدراجة أيضا من جزء داخلي هو الطوق، وجزء خارجي مطاطي يضغط فيه هواء مضغوط. تربط أسلاك بين الحلقة المعدنية الخارجية لطوق العجلة وسرتها.
يصنع طوق عجلة السيارة الآن من قطعة معدنية واحدة في الغالب. كما من الممكن صناعتها من عدة أجزاء كما هو الحال بالنسبة لعجلات بعض المركبات الزراعية والجرارات وسيارات السباق.

## مقاسات أطواق عجل السيارات
أطواق العجل تقاس بستخدام البوصة و أشهر مقاسات الإطارات هي 14، 15، 16، وتختلف من سيارة إلى أخرى حسب حجم السيارة فيمكن أن يزيد مقاس الطوق أو ينقص.

## المواد
تصنع عجلات السيارات حاليا من الفولاذ المدرفل أو من معدن خفيف مصبوب . تكون الأطواق الفولاذية عادة منخفضة السعر ولكنها أقل جمالا من وجهة المظهر بمقارنتها بأطواق المعدن الخفيف.
وبالنسبة إلى المركبات التجارية فتصنع العجلات عادة من الحديد المصبوب، وقد تستخدم مواد مثل البلاستيك المقوى بألياف الكربون CFK لصناعة عجلات الدراجات النارية أو تصنع أيضا من البلاستيك المقوى بما يسمى ألياف كيفلار.

## الطوق الحديدي

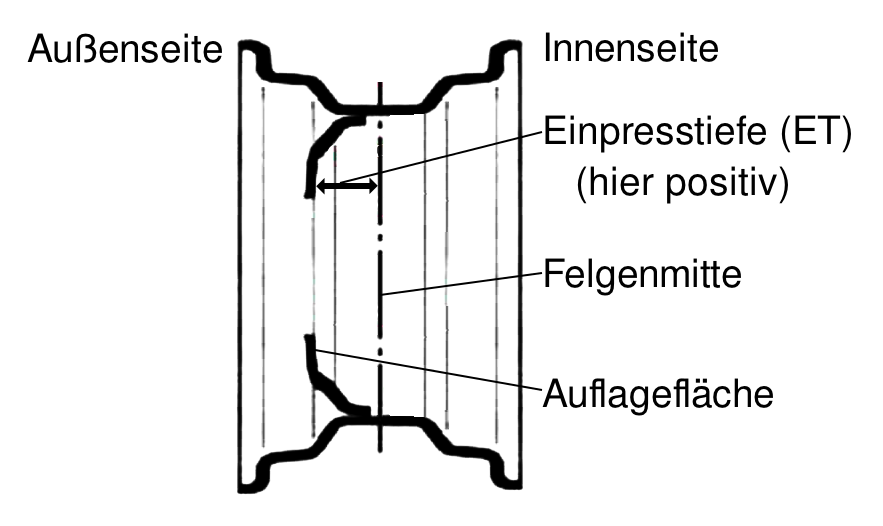
مقطع لطوق عجلة حديدية معتادة.

يتكون الطوق الحديدي أو الفولاذي عادة من ألواح حديدية مدرفلة وملحومة ببعضها البعض . فهي تصنع من الفولاذ المدرفل ساخنا ذو حد خضوع كبير ( أكبر من 600 ميجا باسكال) وهذا ينطبق أيضا على مادة لوحة تثبيت العجلة . يلحم الجزئان الداخليان على أجزاء، حيث أن شكلهما يتغير إذا تمت عملية اللحام دائريا . وتختار مواقع اللحام بحيث لا تتعرض العجلة لإجهاد دينامي عند السير أو انعواج . بذلك تضمن استدامة تشغيل الطوق حيث تشكل حياكة اللحام عاملا حرجا .

## طوق معدن خفيف

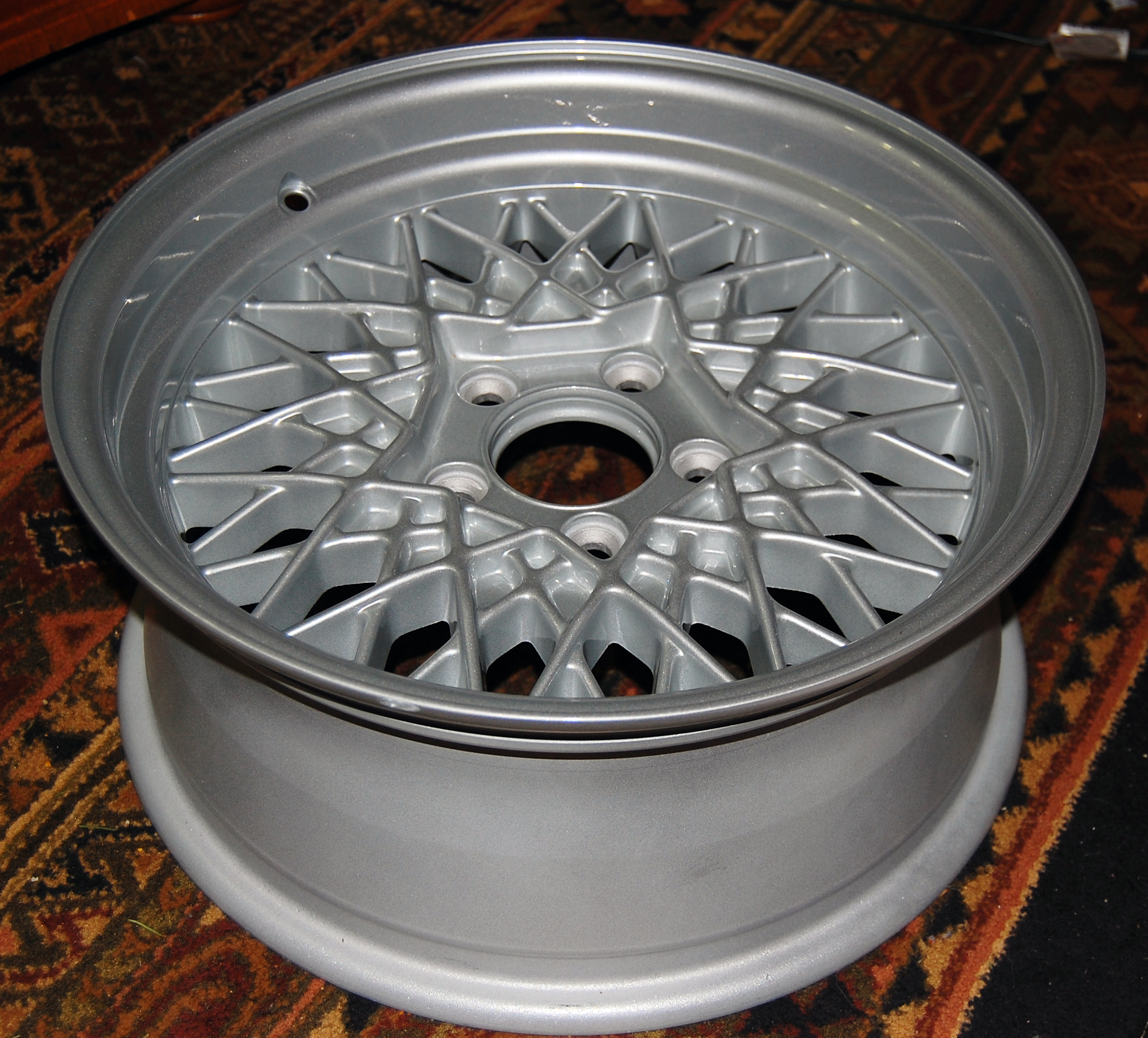
طوق ألمونيوم مصنوع من سبيكة ألمونيوم خفيفة.

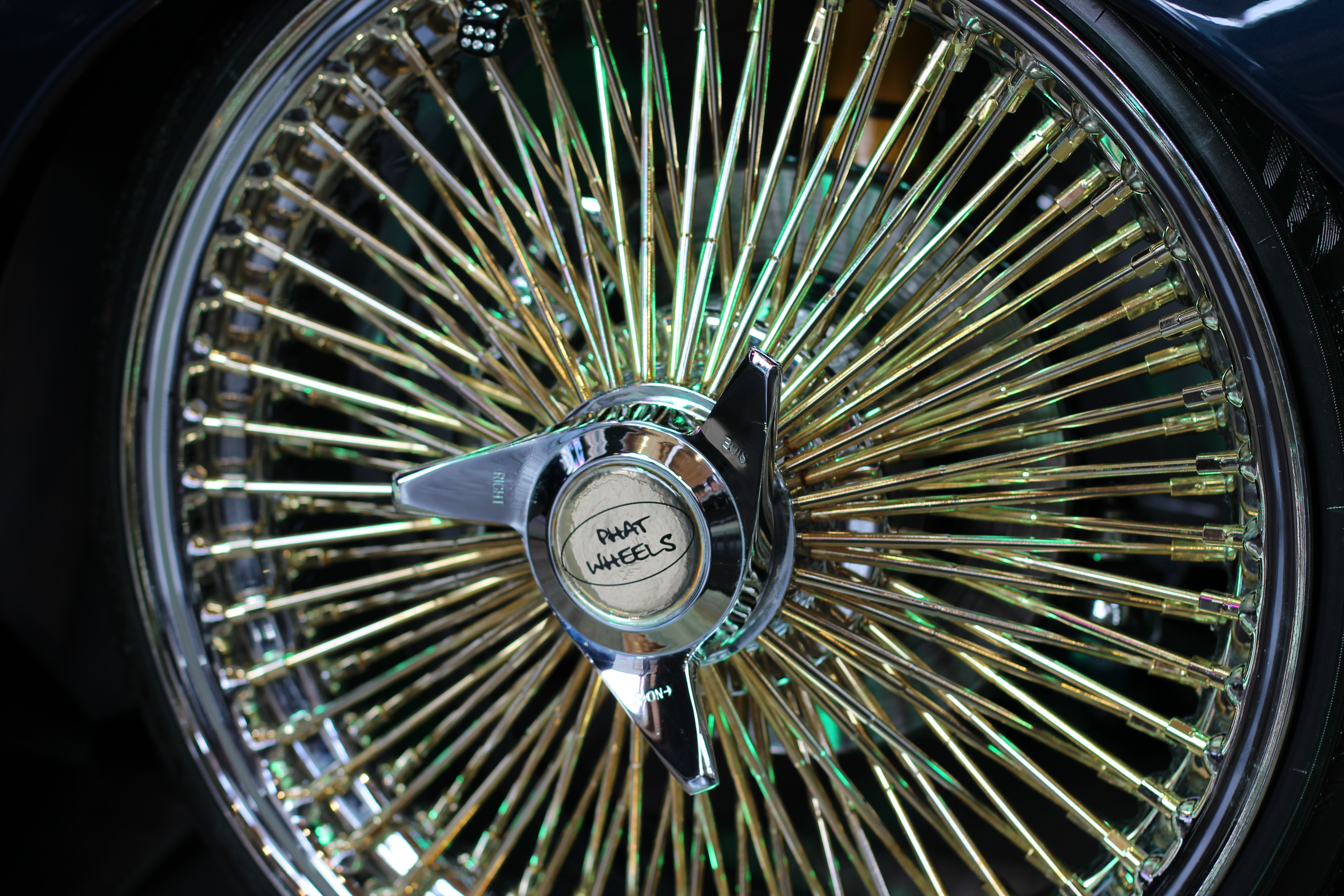
طوق سلكي ، السرّة في الوسط.

تكون أطواق المعدن الخفيف عادة أكثر تكلفة من الأطواق الحديدية، وهي تطلب لجمالها ولمعانها. وهي توجد أو تطلب أيضا لسيارات الليموزين الكبيرة. تصنع من الألومنيوم، وقليل منها يصنع من سبيكة تحتوي على المغنسيوم (سيارات سباق فورمول وان وسيارات الرالي وسيارات السباق)، وتصنع بطريقة الصب ولها طرق طلاء تزيد من رونقها .
ويفرق عادة بين العجلات المصبوبة والعجلات المدرفلة . تتميز العجلات اللأمونيوم المدرفلة بخفتها بمقارنتها بالطوق المصبوب رغم تساوي قدرتيهما على التحمل.
كما يفرق بين الطوق من قطعة واحدة أو عدة قطع . الطوق القطعة الواحدة يتكون من جزء معدني واحد . وأما الطوق المتكون من الإطار الخارجي ولوحة مستديرة داخلية، قد تكونا ملحومتان ببعضهما البعض أو مثبتتان بمسامير قلاووظ . تطلى أطواق المعدن الخفيف عادة بطلاء ناصغ فضي، ويندر طلاؤه بطلاء غامق، وقد يختار ليكون مناسبا للون الهيكل.
كما توجد أطواق عجلات تسمى أطواق ألمونيوم-كروم، وبدلا من طلائها فهي تعالج جلفانيا ليعطيها سطحا لامعا.
لا تختلف صلابة إطارات المعدن الخفيف أو أمانها أو احتها عن الإطارات الحديدية، فهي تطلب لما تضيفه على السيارة من مظهر جميل. وإذا بنيت العجلات من معدن خفيف كما في حالة سبيكة الألمونيوم-المغنسيوم فتقل بذلك كتلة السيارة بصفة عامة . وقليل ما تكون عجلة المعدن الخفيف أكثر فاعلية في تبريد المكابح (يتخللها الهواء أكثر من العجلات الحديدية).
من المشكلات التي تواجه أصحاب السيارات في البلاد الباردة هو تآكل أطواق العجلات . ففي الشتاء ترش الطرق بالملح والرمل لمنع انزلاق السيارات على الطريق . تلك المواد تسرع من عملية تآكل المعادن وتزيل الطلاء. ولكن بدأ بعض المصنعين في السنوات الأخيرة ينتج ما يعرف بـ «عجلات ألمونيوم شتوية» ويعرضونها للبيع، وهي تتميز بممانعة أحسن ضد التآكل وهي أكبر صلادة ضد التخدش.